# Aleksander Altmann

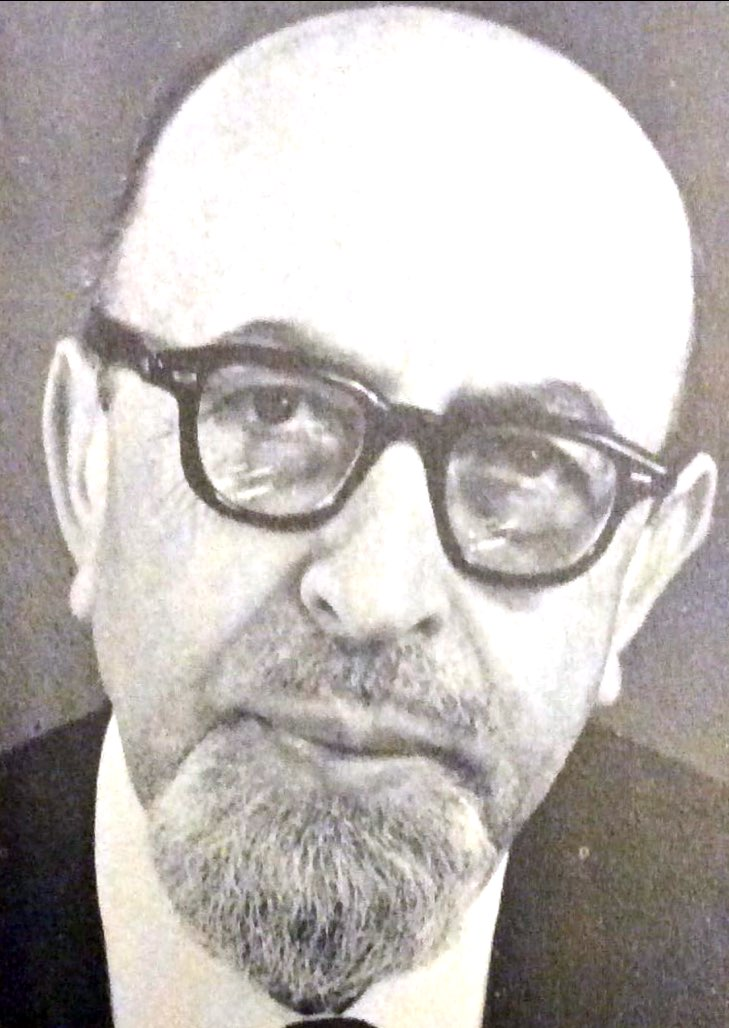
Aleksander Altmann

Aleksander Altmann (ur. 1906, zm. 1987) – żydowski filozof, teolog oraz rabin. Wykładał jako profesor na uniwersytecie Harvarda; badał dzieła Mosesa Mendelssohna; był także krytykiem teologii dialektycznej Karla Bartha.